# Макроклимат
Макроклимат — тип климата, преобладающий на обширных территориях. Макроклиматический район характеризуется относительно однородными климатическими характеристиками, отличающимися от характеристик других регионов. Выделение таких районов достаточно условно, так как не существует двух мест с абсолютно одинаковым климатом, тем не менее позволяет более реально его оценивать, чем используя только широтную зональность.